# سيناد تيغاني
سيناد تيغاني (بالسلوفينية: Senad Tiganj)‏ (مواليد 28 أغسطس 1975) هو لاعب كرة قدم. يلعب مع منتخب سلوفينيا لكرة القدم. سبق له أن لعب في كأس العالم لكرة القدم مع منتخب بلاده.

## روابط خارجية
- سيناد تيغاني على موقع الاتحاد الدولي (مؤرشف)  (الإنجليزية)
- سيناد تيغاني على موقع اتحاد أوكرانيا (الإنجليزية)
- سيناد تيغاني على موقع قاعدة بيانات كرة القدم.إي يو (الإنجليزية)
- سيناد تيغاني على موقع ناشيونال فوتبول تيمز (الإنجليزية)
- سيناد تيغاني على موقع Soccerway.com (الإنجليزية)
- سيناد تيغاني على موقع عالم كرة القدم.نت (الإنجليزية)